# Нельгівка (село)
Не́льгівка — село в Україні, у Бердянському районі Запорізької області. Населення становить 498 осіб (станом на 01.01.2015 р.). Орган місцевого самоврядування — Зеленівська сільська рада.

## Географія
Село Нельгівка знаходиться за 1 км від лівого берега річки Юшанли, нижче за течією на відстані 2,5 км розташоване село Тарасівка (Чернігівський район). По селу протікає пересихаючий струмок із загатою.

## Історія
Село Нельгівка було засноване у 1861 році як колонія болгарських переселенців із Бессарабії на місці ногайського аулу Тулча, що в перекладі означає «аул відерників» або «аул тих, хто робить відра». На картах 2-ї половини ХІХ ст. село фігурує під назвою «Михайлівка-2».
Свою нинішню назву село отримало на честь контролера попечительного комітету у справах іноземних переселенців Миколи Нельговського.
З 1896 року у Нельгівці розпочала свою роботу земська школа. У 1903 році було збудовано церкву Покрову Пресвятої Богородиці Бердянського повіту Таврійської єпархії.
У 1910 р. у селі налічувалось 123 домогосподарства, проживало 990 жителів — 493 чоловічої статі та 497 жіночої. З них 7 духовних осіб та 25 міщан.
З 1923 р. у селі працює дитячий садок. У 1988 р. дитсадок почав працювати у спеціально збудованому новому приміщенні, розрахованому на 45 дітей.
Напередодні Другої світової війни у селі було знищено церкву.
У Другій світовій війні чимало нельгівців воювали проти загарбників. Майже півтори сотні з них загинули на полі бою.
У 1969 р. було організовано колгосп «Україна». У 1970 р. розпочалось будівництво великого комплексу з вирощування нетелів. Будувались нові будинки у селі (по вулицях Молодіжна та Космічна). У 1986 р. було завершено будівництво комплексу. Але економічна криза, що розпочалася з 1990 року нівелювала його роботу.
У 2005 р. розпочалось будівництво нового храму на честь Архістратига Божого Михаїла. 2012 р. було встановлено купол на храм. 2013 р. єпископ Бердянський та Приморський Єфрем освятив престол у новому храмі.
Після ліквідації Приморського району 19 липня 2020 року село увійшло до Бердянського району.

## Економіка
- СВК «Україна».
- ФГ «Большов».
- ФГ «Бондаренко»
- ФГ «Денченко»

## Об'єкти соціальної сфери
- Комунальний заклад «Нельгівська загальноосвітня школа I—III ступенів». http://nelgivka-school.ucoz.ua/
- Дитячий навчальний заклад «Світлячок» с. Нельгівка. http://nelgivka-garden.ucoz.ua/
- Будинок культури.
- Фельдшерсько-акушерський пункт.
- Сільська бібліотека.

## Вулиці
- Центральна (колишня Леніна)
- Космічна
- Молодіжна
- Степова
- Миру

## Релігія
- Храм архістратига Божого Михаїла (Бердянська єпархія Української православної церкви)